# Leonard Piątek
Pour les articles homonymes, voir Piatek.
Leonard Franciszek Piątek (appelé aussi Leonard Franz Piontek) (né le 3 octobre 1913 à Königshütte dans l'empire allemand et mort le 1er juillet 1967 à Chorzów en Pologne) était un joueur silésien de football, international polonais.

## Biographie
Travailleur rigoureux et attaquant ambitieux, Piątek est le meilleur buteur des vice-champions de première division, l'AKS Chorzów en 1937, et remporte le championnat la saison suivante en inscrivant 21 buts.
Il joue dans l'équipe de son pays, l'équipe de Pologne pour 17 matchs entre 1936 et 1939, où il inscrit en tout 11 buts. Il inscrit en tout deux buts pour la Pologne lors d'une victoire 4-0 contre la Yougoslavie lors des qualifications pour la coupe du monde 1938.
Lors de ce mondial, il prend part au match légendaire contre le Brésil à Strasbourg en France le 5 juin 1938 (défaite 5-6 après prolongation). Piątek inscrit un but lors de son dernier match international juste avant la Seconde Guerre mondiale, lors d'une victoire 4-2 contre la Hongrie le 27 août 1939.
Piątek obtient la nationalité allemande Volksliste après l'invasion nazie en Pologne, ce qui lui permet de continuer sa carrière. Son club, lAKS Chorzów joue désormais sous le nom de Germania Königshütte et avec Piatek comme joueur clé, l'équipe domine la première division de Gauliga Schlesien (une partie du système de ligue allemande) dans les années 1940. Le club entretient une rivalité avec l'autre club silésien, le 1. FC Katowice.